# Klingnauer Stausee
Der Klingnauer Stausee ist ein künstlich gestauter See im Schweizer Kanton Aargau. Er liegt im Jura nördlich des so genannten Wasserschlosses der Schweiz, am Unterlauf der Aare kurz vor deren Mündung in den Rhein und zwischen der Stadt Klingnau am rechten Ufer und Böttstein sowie Leuggern auf der linken Flussseite. Der Stausee entstand beim Bau des Aarekraftwerks Klingnau in den 1930er Jahren. Er ist heute ein Naturschutzgebiet und ein wichtiger Lebensraum für viele Vogelarten.
Der grösste Teil des Klingnauer Stausees liegt auf dem Gemeindegebiet von Leuggern, gefolgt von Böttstein, Döttingen und erst dann Klingnau.

## Geschichte
Die Ortschaften im unteren Aaretal litten in vergangenen Jahrhunderten immer wieder unter verheerenden Überschwemmungen. Kurz vor dem Ende des 19. Jahrhunderts wurden auf beiden Seiten des Flusses Hochwasserschutzdämme errichtet, die sich von Böttstein bis fast nach Koblenz erstreckten. Dabei wurde eine Flussschlinge im Westen, bei Gippingen, abgeschnitten, aus der sich später ein Altwasser entwickelt hat, das als stilles Gewässer lediglich durch Grundwasser gespeist wird. Ein von einem anderen Flussarm stammender Altlauf liegt unterhalb von Klingnau.
An der Aare bestand seit langem eine ausgedehnte Auenlandschaft.
Um 1900 erfolgte der Bau eines Wasserkraftwerks bei Beznau in der Nähe von Böttstein. Der Altwasserlauf wurde mit dem Aushubmaterial des Oberwasserkanals teilweise aufgefüllt und mit Wald bestockt. Etwa die Hälfte des Altwasserlaufs (ca. 23 Hektaren) blieb als Auenwald erhalten und steht heute unter Naturschutz, so wie etwa im Schutzgebiet Gippinger Grien.
Während des Ersten Weltkrieges bestand bereits ein Plan für den Bau eines neuen Elektrizitätswerks nördlich von Klingnau. Nachdem ein Zufahrtsweg mit einer Zubringerbrücke gebaut worden war, liessen die Investoren das Vorhaben wegen Bedenken über den fehlenden Absatzmarkt für den produzierten Strom fallen. Die angefangene Brücke blieb als Bauruine stehen; erst im Jahr 2005 wurde sie aus Sicherheitsgründen abgebrochen.
Von 1931 bis 1935 wurde das Kraftwerk in der Nähe der Eisenbahnbrücke zwischen Koblenz und Felsenau, etwa einen Kilometer vor der Aaremündung, gebaut. Ein Stauwehr zwischen den Hochwasserdämmen staute das Flusswasser, und so bildete sich ein neuer, rund drei Kilometer langer und bis zu 500 Meter breiter See zwischen den Dämmen. Auf der rechten Flussseite ist das Kraftwerk in das Wehr integriert.
Die Surb mündet beim Seeanfang von rechts in die Aare. Der Leuggernbach und einige kleinere Bäche beidseits des Sees werden ausserhalb der Dammanlagen durch Sammelkanäle nach Norden geführt und münden unterhalb des Kraftwerks in den Fluss.
Nach wenigen Jahren hatten mehrere Zugvogelarten die neu geschaffene Wasserfläche als Überwinterungsgebiet oder Brutstätte angenommen, und auch einheimischen Vogelarten bot er einen neuen Lebensraum. Der Biber ist in den letzten Jahren in der Umgebung des Sees wieder heimisch geworden.

## Auengebiet
Das Gebiet mit dem Klingnauer Stausee ist wegen der wertvollen Funktion für Tiere und Pflanzen im Bundesinventar der Landschaften und Naturdenkmäler von nationaler Bedeutung verzeichnet. Einige noch in naturnahem Zustand erhaltene Flächen im Stausee und in der Umgebung sind als Auengebiete von nationaler Bedeutung ausgewiesen.

## Gewässerschutz
Auf dem Seegrund wurde PCB-haltiger Schlamm gefunden, der in den Rhein gepumpt werden sollte. Der Aargauische Fischereiverband (AFV) und der Schweizerische Fischereiverband (SFV) reichten 2017 eine Beschwerde gegen das Vorhaben ein. 2020 wurde diese vom Verwaltungsgericht gutgeheissen.

## Tourismus
Die Region am Klingnauer Stausee ist ein Ziel für Wanderer, Radsportler und Ornithologen. Am Seeufer bei Kleindöttingen steht der 2003 errichtete Klingnauer Beobachtungsturm.